# 産業高等学校
産業高等学校（さんぎょうこうとうがっこう）とは産業に関する知識、技能を教育することを目的とした高等学校。

## 概要
- 産業高等学校は、実業高等学校のように複数の産業に跨るものと特定の産業に特化したものに分かれる。
- 存在する産業高等学校の大半が公立であり、工業科や農業科や商業科などの生産やビジネスに関連した学科が設置されているものが多い。
- 東京都では、複数の産業に跨る横断的な教育を行う都立の産業科の高校を設置している。

## 産業高等学校の例
産業高等学校の名称が付く高校
- 北海道名寄産業高等学校
- 山形県立新庄神室産業高等学校
- 山形県立村山産業高等学校
- 宮城県登米総合産業高等学校
- 神奈川県立神奈川総合産業高等学校
- 大阪府立食品産業高等学校
- 岸和田市立産業高等学校
- 尼崎市立尼崎産業高等学校
- 兵庫県立相生産業高等学校
- 兵庫県立篠山産業高等学校
- 鳥取県立倉吉総合産業高等学校
- 九州産業大学付属九州産業高等学校

産業高等学校の名称が付かない高校（産業科のみから構成されている高校）
- 東京都立八王子桑志高等学校
- 東京都立橘高等学校

過去に存在した高校
- 島根県立益田産業高等学校